# Talkin’ ‘Bout You
Talkin’ ‘Bout You — студийный альбом американской певицы и пианистки Дайан Шуур, выпущенный в 1988 году на лейбле GRP Records. Продюсером и аранжировщиком стал Стивен Миллер. 
Альбом стал вторым чарттоппером для Шуур в джазовом чарте журнала Billboard.

## Отзывы критиков
| Оценки критиков                            | Оценки критиков |
| Источник                                   | Оценка          |
| ------------------------------------------ | --------------- |
| AllMusic                                   | [ 4 ]           |
| The Encyclopedia of Popular Music          | [ 5 ]           |
| MusicHound Jazz: The Essential Album Guide | [ 6 ]           |

Рецензент журнала Billboard отметил, что Шуур, похоже, решила попробовать себя в жанрах adult contemporary и поп с помощью этого «вкусного» альбома. Он подчеркнул, что в альбоме преобладают более легкие композиции, чем те, которые Шуур записывала раньше, но её мощный голос, великолепная работа Стивена Миллера и приглашенных музыкантов гарантируют, что кроссовер не отпугнет её преданных джазовых поклонников. Аланна Нэш отметила, что чистое великолепие голоса Шуур, запечатлённое в этой сверхчистой постановке, делает альбом одним из самых привлекательных альбомов года — в жанре поп, джаз или где-то посередине.

## Список композиций
1. «Talkin’ ‘Bout You» (Рэй Чарльз) — 4:52
2. «Funny (But I Still Love You)» (Рэй Чарльз) — 3:52
3. «Louisiana Sunday Afternoon» (Фрэнн Голд, Питер Айверс) — 4:49
4. «For Your Love» (Эд Таунсенд) — 3:42
5. «Hearts Take Time» (Дженис Йен, Кай Флеминг) — 3:44
6. «Somethin’ Real» (Джин Макдэниелс) — 4:55
7. «Hard Drivin’ Mama II» (Хелен Хьюмс, Стивен Миллер) — 4:05
8. «Nothing in the World (Can Make Me Love You More Than I Do)» (Белфорд Хендрикс, Брук Бентон, Клайд Отис) — 3:38
9. «Ain’t That Love» (Рэй Чарльз) — 3:19
10. «Life Goes On» (Дэйв Шуур, Дайан Шуур) — 3:11
11. «Cry Me a River» (Артур Гамильтон) — 4:45

## Чарты

### Еженедельные чарты
| Чарт (1988—1989)                           | Высшая позиция |
| ------------------------------------------ | -------------- |
| США (Billboard Top Jazz Albums)            | 1              |
| США (Billboard Top Pop Albums)             | 170            |
| США (Cash Box Jazz Top 40 Albums)          | 4              |
| США (Cash Box Top Traditional Jazz Albums) | 1              |

### Годовые чарты
| Чарт (1988)                                | Позиция |
| ------------------------------------------ | ------- |
| США (Billboard Top Jazz Albums)            | 25      |
| Чарт (1989)                                | Позиция |
| США (Billboard Top Jazz Albums)            | 3       |
| США (Cash Box Top Traditional Jazz Albums) | 11      |